# Francis Wall Oliver
Francis Wall Oliver, FRS (10 de maio de 1864 - 14 de setembro de 1951), foi um botânico inglês.
Francis Wall foi professor de botânica da  Escola Universitária de Londres de 1890 até  1925  e professor de botânica da Universidade do Cairo de  1929 até 1935. 
Foi eleito membro da Fellow of the Royal Society em  1905 e recebeu a Medalha linneana em  1925.